# Stephanie Niznik
Stephanie Niznik, all'anagrafe Stephanie Lynne Niznik (Bangor, 20 maggio 1967 – Encino, 23 giugno 2019), è stata un'attrice statunitense. Era nota al pubblico principalmente per il ruolo di Nina Feeney nella serie televisiva Everwood.

## Biografia
Nacque nel 1967 a Bangor, nel Maine, e si laureò in Arte all'Università Duke.
Tra il 1998 e il 2002 prese parte al franchise di Star Trek interpretando due ruoli. Il primo è quello della Trill Perim, membro dell'equipaggio dell'astronave Enterprise E capitanata da Jean-Luc Picard, nel film Star Trek - L'insurrezione (1998). Il secondo è quello della telepate Wraith, originaria del pianeta Dakata, nell'episodio La caccia della serie televisiva Star Trek: Enterprise (2002).
Oltre alla serie televisiva Everwood, la carriera televisiva di Stephanie Niznik comprende apparizioni in La signora del West, Profiler - Intuizioni mortali, I viaggiatori, JAG - Avvocati in divisa, Frasier, Epoch, Traveler e Un detective in corsia. Fece inoltre parte del cast regolare dell'action drama Vanishing Son (1995) e nel 2007 de L'Africa nel cuore. Venne inoltre scritturata per il film Exit to Eden (1994).
L'attrice morì improvvisamente il 23 giugno 2019 a Encino, quartiere di Los Angeles, in California, all'età di 52 anni, per problemi al fegato causato dall'abuso di alcol.

## Filmografia

### Cinema
- Exit to Eden, regia di Garry Marshall (1994)
- L'orgoglio di un figlio (The Twilight of the Golds), regia di Ross Kagan Marks (1996)
- Strani miracoli (Dear God), regia di Garry Marshall (1996)
- Memorial Day, redia di Worth Keeter (1998)
- Star Trek - L'insurrezione (Star Trek: Insurrection), regia di Jonathan Frakes (1998)
- Kismet, regia di Billy Wirth - cortometraggio (1999)
- La mia adorabile nemica (Anywhere But Here), regia di Wayne Wang (1999)
- Spiders II: Breeding Ground, regia di Sam Firstenberg (2001)
- Epoch (Epoch), regia di Ian Watson (2001)
- Ragazze al Limite (Beyond the City Limits), regia di Gigi Gaston (2001)
- The Twenty, regia di Chopper Bernet (2009)

### Televisione
- Vanishing Son – serie TV, 13 episodi (1995)
- Renegade – serie TV, episodio 4x04 (1995)
- La signora in giallo (Murder, She Wrote) – serie TV, episodio 12x05 (1995)
- Apollo 11, regia di Norberto Barba – film TV (1996)
- Sentinel – serie TV, episodio 2x08 (1996)
- La signora del West (Dr. Quinn, Medicine Woman) – serie TV, episodio 5x16 (1997)
- I viaggiatori (Sliders) – serie TV, episodio 3x18 (1997)
- JAG - Avvocati in divisa (JAG) – serie TV, episodio 3x06 (1997)
- The Guardian, regia di Rob Cohen – film TV (1997)
- Mr. Murder, regia di Dick Lowry – film TV (1997)
- Viper – serie TV, 2 episodi (1997-1999)
- L.A. Doctors – serie TV, episodio 1x03 (1998)
- Profiler - Intuizioni mortali (Profiler) – serie TV, episodio 3x02 (1998)
- Un desiderio è un desiderio (Emma's Wish), regia di Mike Robe – film TV (1998)
- Inferno a Los Angeles (Inferno), regia di Ian Barry – film TV (1998)
- Un detective in corsia (Diagnosis: Murder) – serie TV, 5 episodi (1998-2000)
- Nash Bridges – serie TV, episodio 4x23 (1999)
- In tribunale con Lynn (Family Law) – serie TV, episodio 1x02 (1999)
- Epoch, regia di Matt Codd – film TV (2001)
- Enterprise – serie TV, episodio 1x18 (2002)
- Everwood – serie TV, 82 episodi (2002-2006)
- Grey's Anatomy – serie TV, episodi 3x22-3x23 (2007)
- Traveler – serie TV, episodio 1x05 (2007)
- L'Africa nel cuore (Life Is Wild) – serie TV, 13 episodi (2007-2008)
- CSI: Miami – serie TV, episodio 6x17 (2008)
- Eli Stone – serie TV, episodio 2x09 (2008)
- NCIS - Unità anticrimine (NCIS: Naval Criminal Investigative Service) – serie TV, episodio 6x12 (2009)
- Lost – serie TV, episodio 5x04 (2009)

## Doppiatrici italiane
Nelle versioni in italiano delle opere in cui ha recitato, Stephanie Niznik è stata doppiata da:
- Claudia Catani ne La signora in giallo
- Rossella Acerbo in Star Trek - L'insurrezione
- Alessandra Cassioli in Everwood
- Alessandra Korompay ne L'Africa nel cuore
- Irene Di Valmo in Grey's Anatomy
- Cinzia De Carolis in CSI: Miami